# Cabeça-relicário de São Fabião

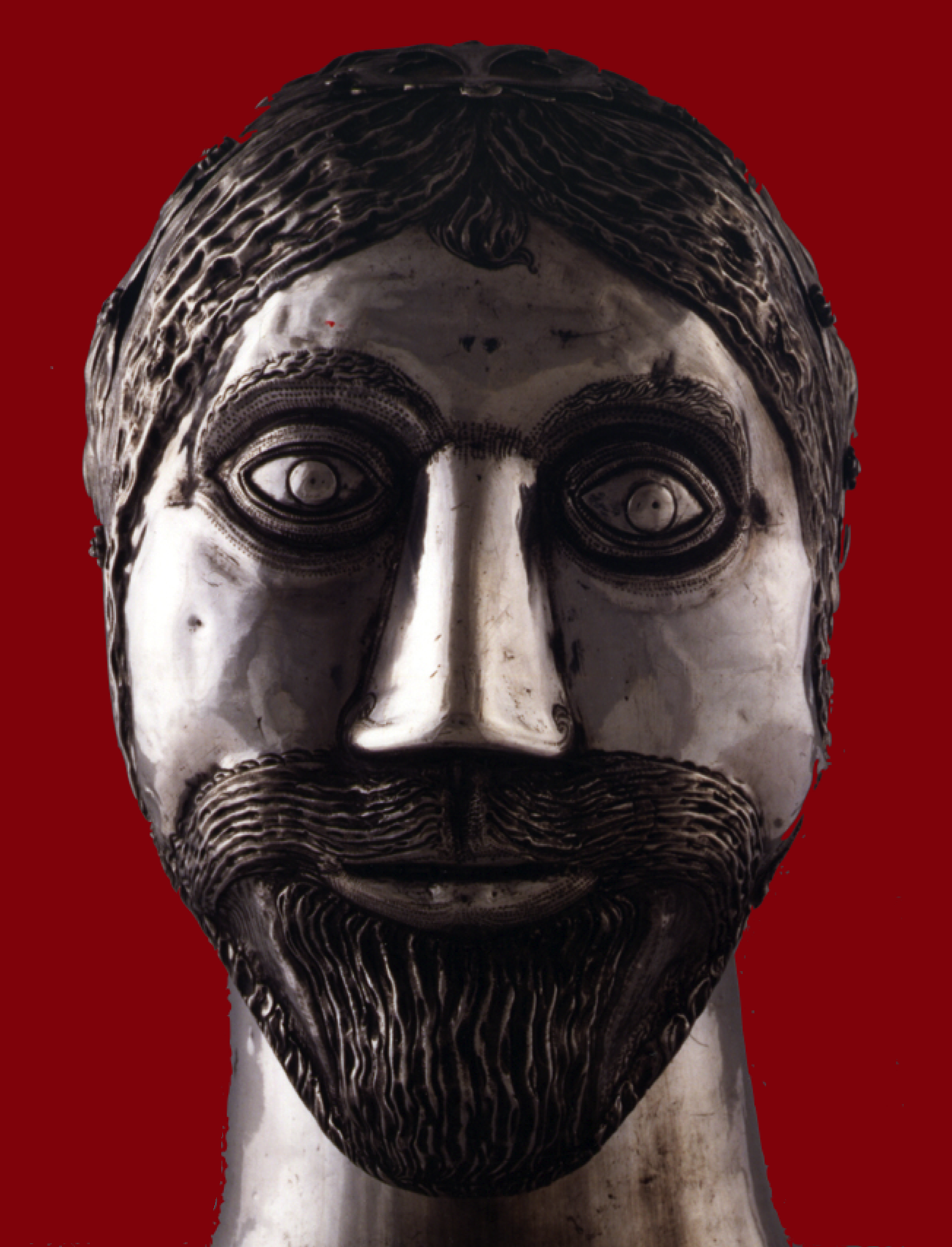
Cabeça-relicário de São Fabião

A cabeça-relicário de São Fabião é um relicário de prata com a forma de cabeça de tamanho natural de São Fabião e de São Romão.
Atualmente encontra-se exposto no Tesouro da Basílica, núcleo museológico de arte sacra, da Basílica Real de Castro Verde.

## História
Foi redescoberta em 1986 durante trabalhos de pesquisa em Casével pelo Campo Arqueológico de Mértola. As relíquias de S. Fabião e de S. Romão eram veneradas por romeiros que chegavam todos os dias à vila de Panoias. Estiveram originalmente colocadas num caixilho na Igreja de S. Pedro, o Príncipe dos Apóstolos da vila de Panoias foi depois levado por motivos ainda desconhecidos para a Igreja de S. João Baptista em Casével. Teria sido uma oferta de D. Vataça de Láscaris durante a sua passagem pela vila de Panoias onde tinha os seus paços e da qual vila foi senhora, comendadora e lavradora no século XIII.[carece de fontes?]
Para além da fama de milagreira que atraia peregrinos e romeiros de outros locais esta cabeça-relicário está associada a rituais de benzedura do gado, funcionaria como um saudador curando as doenças do gado através do bafo.